# Picrocryptoides willinki
Picrocryptoides willinki är en stekelart som beskrevs av Porter 1965. Picrocryptoides willinki ingår i släktet Picrocryptoides och familjen brokparasitsteklar. Inga underarter finns listade i Catalogue of Life.